# Campeonato Chileno de Futebol de 1977 - Segunda Divisão
O Campeonato Chileno de Futebol de Segunda Divisão de 1977 foi a 26ª edição do campeonato do futebol do Chile, segunda divisão, no formato "Primera B". Em turno e returno os 16 clubes jogam todos contra todos. O Campeão e o vice são promovidos para o Campeonato Chileno de Futebol de 1978 diretamente. O terceiro e o quarto colocado iriam para uma disputa entre os dois últimos do Campeonato Chileno de Futebol de 1977 (Club de Deportes Santiago Wanderers e Corporación Club de Deportes Santiago Morning) - dois deles iriam ao ascenso, dois deles iriam para o Campeonato Chileno de Futebol de 1978 - Segunda Divisão . O último colocado iria para as Associações de Origem de Futebol do Chile - nível local. 

## Participantes
| Equipe                                    | Cidade           | Região                           | No ano anterior                                      | Estádio                                               | Capacidade | Títulos        | Participações |
| ----------------------------------------- | ---------------- | -------------------------------- | ---------------------------------------------------- | ----------------------------------------------------- | ---------- | -------------- | ------------- |
| Deportes Iberia                           | Los Ángeles      | Região de Bío-Bío                | Quinto Lugar (Zona Sul)                              | Estádio Municipal de Los Ángeles                      | 5.000      | 0 (não possui) | 23            |
| Deportes Linares                          | Linares          | Região de Maule                  | Sétimo Lugar (Zona Norte)                            | Estádio Fiscal de Linares                             | 7.000      | 0 (não possui) | 17            |
| Club Social y Deportivo San Antonio Unido | San Antonio      | Região de Valparaíso             | Oitavo Lugar                                         | Estádio Municipal Doctor Olegario Henríquez Escalante | 2.000      | 0 (não possui) | 16            |
| Ferroviarios de Chile                     | Estación Central | Região Metropolitana de Santiago | Quinto Lugar (Zona Norte)                            | Estádio Ferroviário Hugo Arqueros Rodríguez           | 30.000     | 0 (não possui) | 9             |
| Club Deportivo San Luis                   | Quillota         | Região de Valparaíso             | Sexto Lugar (Zona Norte)                             | Estádio Municipal Lucio Fariña Fernández              | 7.500      | 2 (1955, 1958) | 14            |
| Club Deportivo Independiente de Cauquenes | Cauquenes        | Região de Maule                  | Oitavo Lugar (Zona Sul)                              | Estádio Fiscal Manuel Moya Medel                      | 10.000     | 0 (não possui) | 7             |
| Club Provincial Curicó Unido              | Curicó           | Região de Maule                  | Sexto Lugar (Zona Sul)                               | Estádio La Granja                                     | 8.000      | 0 (não possui) | 4             |
| Club Deportivo Trasandino de Los Andes    | Los Andes        | Região de Valparaíso             | Terceiro Lugar                                       | Estádio Regional de Los Andes                         | 2.500      | 0 (não possui) | 22            |
| Club de Deportes Malleco Unido            | Angol            | Região de Araucanía              | Sexto Lugar                                          | Estádio Municipal Alberto Larraguibel Morales         | 4.000      | 0 (não possui) | 4             |
| Club de Deportes Unión San Felipe         | San Felipe       | Região de Valparaíso             | Sétimo Lugar (Zona Norte)                            | Estádio Municipal de San Felipe                       | 18.500     | 1 (1970)       | 9             |
| Club de Deportes Unión La Calera          | La Calera        | Província de Valparaíso          | Oitavo Lugar (Zona Norte)                            | Estádio Municipal Nicolás Chahuán Nazar               | 10.000     | 1 (1961)       | 11            |
| Club de Deportes Coquimbo Unido           | Coquimbo         | Região de Coquimbo               | Quinto Lugar                                         | Estádio La Pampilla                                   | ---        | 1 (1962)       | 15            |
| Club Deportivo Magallanes                 | Maipú            | Região Metropolitana de Santiago | Sétimo Lugar                                         | Estádio Independência                                 | 13.500     | 0 (não possui) | 3             |
| Colchagua Club de Deportes                | San Fernando     | Região de O'Higgins              | Acesso via Associações de Origem de Futebol do Chile | Estádio Municipal Jorge Silva Valenzuela              | 5.900      | 0 (não possui) | 18            |
| Club de Deportes Cobreloa                 | Calama           | Região de Antofagasta            | Acesso via Associações de Origem de Futebol do Chile | Estádio Municipal de Calama                           | 12.000     | 0 (não possui) | 1             |
| Club Deportivo y Social Naval             | Talcahuano       | Região de Bío-Bío                | Rebaixado do Campeonato Chileno de Futebol de 1976   | Estádio El Morro                                      | 7.152      | 1 (1971)       | 5             |
| Club de Deportes La Serena                | La Serena        | Região de Coquimbo               | Rebaixado do Campeonato Chileno de Futebol de 1976   | Estádio La Portada                                    | 18.500     | 1 (1957)       | 6             |
| Club Social de Deportes Rangers           | Talca            | Região de Maule                  | Rebaixado do Campeonato Chileno de Futebol de 1976   | Estádio Fiscal de Talca                               | 8.324      | 0 (não possui) | 2             |

## Campeão
| Campeão Chileno Segunda Divisão 1977                           |
| -------------------------------------------------------------- |
| Club de Deportes Coquimbo Unido (Coquimbo) (2º título) Campeão |